# Loadstar
Loadstar — музыкальный дуэт из Бристоля.

## Дискография

### Студийные альбомы
- 2013 — Future Perfect[англ.]

### Синглы
| Год  | Название                                         | Альбом             |
| ---- | ------------------------------------------------ | ------------------ |
| 2009 | «Remember» / «Rushin Dragon» (as Xample & Lomax) | Синглы без альбома |
| 2010 | «Link to the Past» / «Rapidas»                   | Синглы без альбома |
| 2010 | «Space Between» / «BLVD»                         | Синглы без альбома |
| 2011 | «Berlin» / «Hit the Ground»                      | Синглы без альбома |
| 2012 | «Second Skin» / «Terror Drone»                   | Future Perfect     |
| 2012 | «Passenger» / «Bomber»                           | Future Perfect     |
| 2012 | «Black & White» (featuring Benny Banks)          | Future Perfect     |
| 2013 | «Refuse to Love» (featuring Takura)              | Future Perfect     |
| 2014 | «Stepped Outside» / «Under Pressure»             | Синглы без альбома |
| 2015 | «Native» / «Once Again»                          | Синглы без альбома |
| 2016 | «Lifeline» / «Switch»                            | Синглы без альбома |